# 스트로베리 패닉!
스트로베리 패닉!(일본어: ストロベリー・パニック!, Strawberry Panic!)은 기미노 사쿠라코 작화의 일본의 라이트 노벨 시리즈이다. 등장인물 간 레즈비언 관계를 주제로 다루고 있다. 원 아티스트는 마키 치토세이며 일본 만화와 라이트 노벨의 제작이 시작되었을 때 다쿠미 나무치에게 아티스트 업무가 인계되었다.
전격 G's 매거진에 처음 기고되면서 6개월만에 시리즈의 성공이 가시화되자 팬의 수가 증가하였다. 이후 만화와 라이트 노벨 모두 인기를 반영하였다.